# Alfred Kantorowicz
Alfred Kantorowicz (* 12. August 1899 in Berlin; † 27. März 1979 in Hamburg) war ein deutscher Jurist, Schriftsteller, Publizist und Literaturwissenschaftler jüdischer Herkunft. Er veröffentlichte auch unter dem Pseudonym Helmuth Campe.

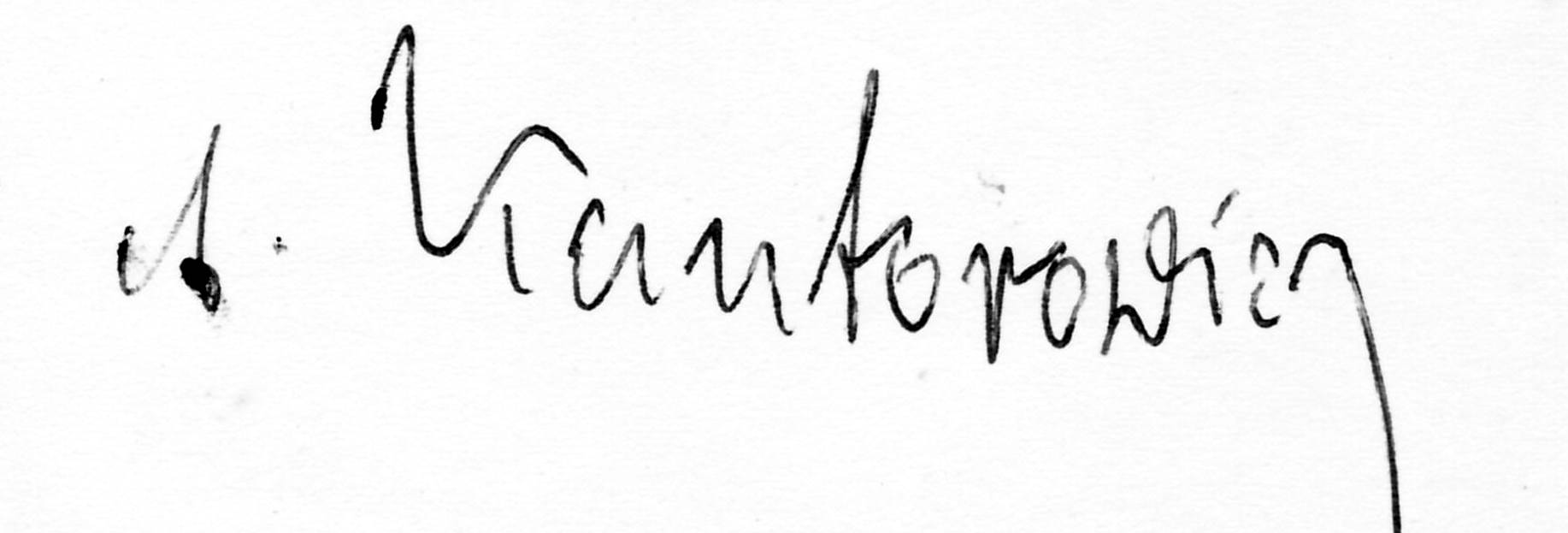
Signatur, 1967

Kantorowicz war vor 1933 Redakteur der Vossischen Zeitung, engagierte sich publizistisch gegen den aufkommenden Nationalsozialismus, trat 1931 in die KPD ein und musste 1933 vor den Nazis nach Frankreich flüchten. Er kämpfte weiter gegen den Nationalsozialismus, veröffentlichte Beiträge in Zeitschriften, arbeitete am Braunbuch 1933 mit, wurde Generalsekretär des neuen „Schutzverbandes deutscher Schriftsteller im Ausland“. Er gründete die „Deutsche Freiheitsbibliothek“ und kämpfte im Spanischen Bürgerkrieg gegen das Francoregime. 1941 konnte Kantorowicz vor den Nazis in die USA flüchten. 1946 kam er nach Deutschland zurück und gründete in Berlin die Zeitschrift Ost und West. Beiträge zu kulturellen und politischen Fragen der Zeit. Nach deren Einstellung trat er in der DDR der SED bei und wurde Professor für neue deutsche Literatur an der Humboldt-Universität Berlin. Hier machte er sich einen Namen als Erforscher der Exilliteratur und Herausgeber der Werke Heinrich Manns (12 Bde., 1951–56). 1957 flüchtete er vor drohender Verhaftung durch die DDR-Organe in die Bundesrepublik Deutschland. Neben anderen autobiographischen Aufzeichnungen veröffentlichte er 1971 sein Buch Exil in Frankreich. Merkwürdigkeiten und Denkwürdigkeiten.

## Leben

### Werdegang und Jugend
Kantorowicz wuchs in Berlin in einer areligiösen jüdischen Kaufmannsfamilie auf. Gleich nach dem Abitur an der Oberrealschule Berlin-Lichterfelde mit 17 Jahren meldete er sich freiwillig zum Dienst im Ersten Weltkrieg. Nach Kriegsende kehrte er mit einer Verwundung in die Heimat zurück und erhielt für seine Verdienste das Eiserne Kreuz.
Sein Jurastudium begann er in Berlin und ging dann zunächst nach Freiburg, dann nach Erlangen. In dieser Zeit lernte er Menschen kennen, denen er teilweise sein (oder deren) ganzes Leben lang verbunden blieb, darunter Lion Feuchtwanger und Ernst Bloch. Im Jahr 1923 schrieb Kantorowicz seine juristische Doktorarbeit über völkerrechtliche Aspekte des Zionismus, da er in Zeiten des immer rabiater werdenden Antisemitismus Flagge zeigen wollte. Die Jahre von 1924 bis 1929 waren die Zeit, auf die er später als „die gute alte Zeit“ seiner Generation zurückblickte – als die neue Republik sich gefestigt hatte und man sich mit Enthusiasmus dem neuen Zeitgeist hingab.

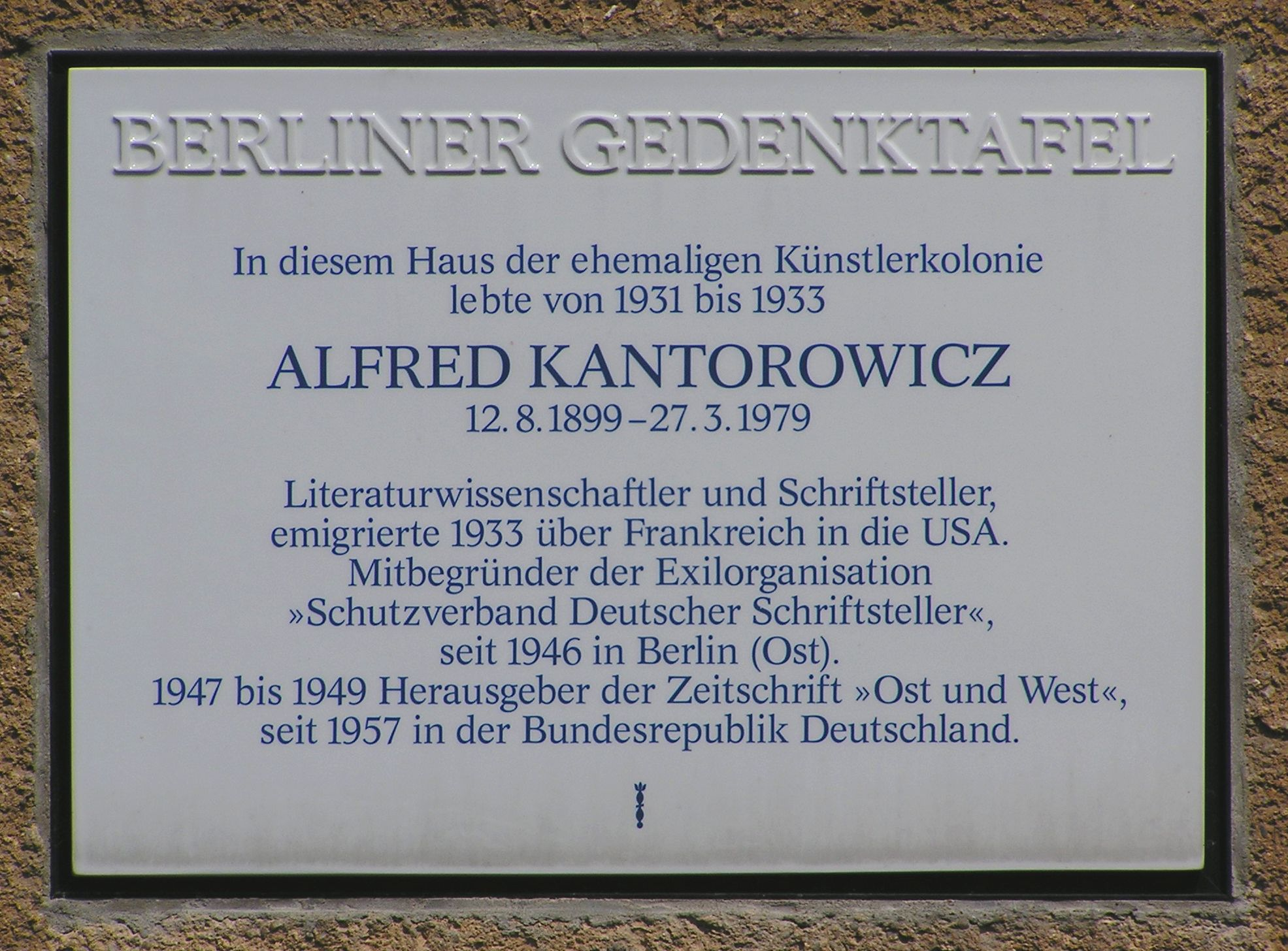
Gedenktafel für Alfred Kantorowicz am Haus Kreuznacher Straße 48 in Berlin-Wilmersdorf

Nach Abschluss seines Studiums wurde er Journalist und schrieb für verschiedene linke bis liberale Blätter in Berlin. Von 1928 bis 1929 war er als Kulturkorrespondent für die Vossische Zeitung und für die Ullstein-Presse in Paris. Dort hatte zuvor bereits Kurt Tucholsky seine Stelle inne und auf Kantorowicz folgte Arthur Koestler. Kantorowicz war eigentlich ein Individualist, er verstand sich als Schriftsteller und war durchaus auch gewissen bürgerlich-elitären Tendenzen zugeneigt. Trotzdem trat er 1931 unter dem Eindruck des Prozesses gegen Carl von Ossietzky in die KPD ein, weil er der Überzeugung war, dass diese Partei die einzige sei, die wirklich kompromisslos und prinzipientreu gegen den immer stärker werdenden Nationalsozialismus Front machte.
In den kommenden Jahren lebte und arbeitete er im legendären „Künstlerblock“ am Laubenheimer Platz (dem heutigen Ludwig-Barnay-Platz) in Berlin-Wilmersdorf. Er nannte diese Zeit später „ein ehrenhaftes Kapitel des Widerstandes freier, unabhängiger Geister gegen gewalttätige Diktatur – mit zweifach tragischem Ausgang: nach 1933 und nach 1945“. Der Künstlerblock kämpfte mit allen, auch gewaltsamen, Mitteln gegen die Nationalsozialisten.

### Zeit im Exil

#### Widerstand und Spanischer Bürgerkrieg
1933 verließ Kantorowicz gleich nach der Machtübernahme Hitlers Berlin und Deutschland – es hat ihn bis zu seinem Lebensende mit Stolz erfüllt, unter den ersten hundert von den Nationalsozialisten Ausgebürgerten gewesen zu sein. Die erste Station war Paris, wohin ihm Frieda Ebenhoech (1905–1969) im März 1933 folgte. Sie war Schauspielerin und arbeitete im Exil als Dolmetscherin und Journalistin. Am 23. November 1940 heirateten sie in Marseille.
Die deutschen Emigranten hielten engen Kontakt untereinander und versuchten, sich auf eine gemeinsame Strategie zu einigen, nach der man gegen das Hitler-Regime vorgehen wollte, soweit das vom Exil aus möglich war. Kantorowicz engagierte sich als Mitbegründer des Schutzverbandes deutscher Schriftsteller im Exil und veröffentlichte die Titel In unserem Lager ist Deutschland sowie Deutschland, vom Feinde besetzt (1936).

#### Deutsche Freiheitsbibliothek

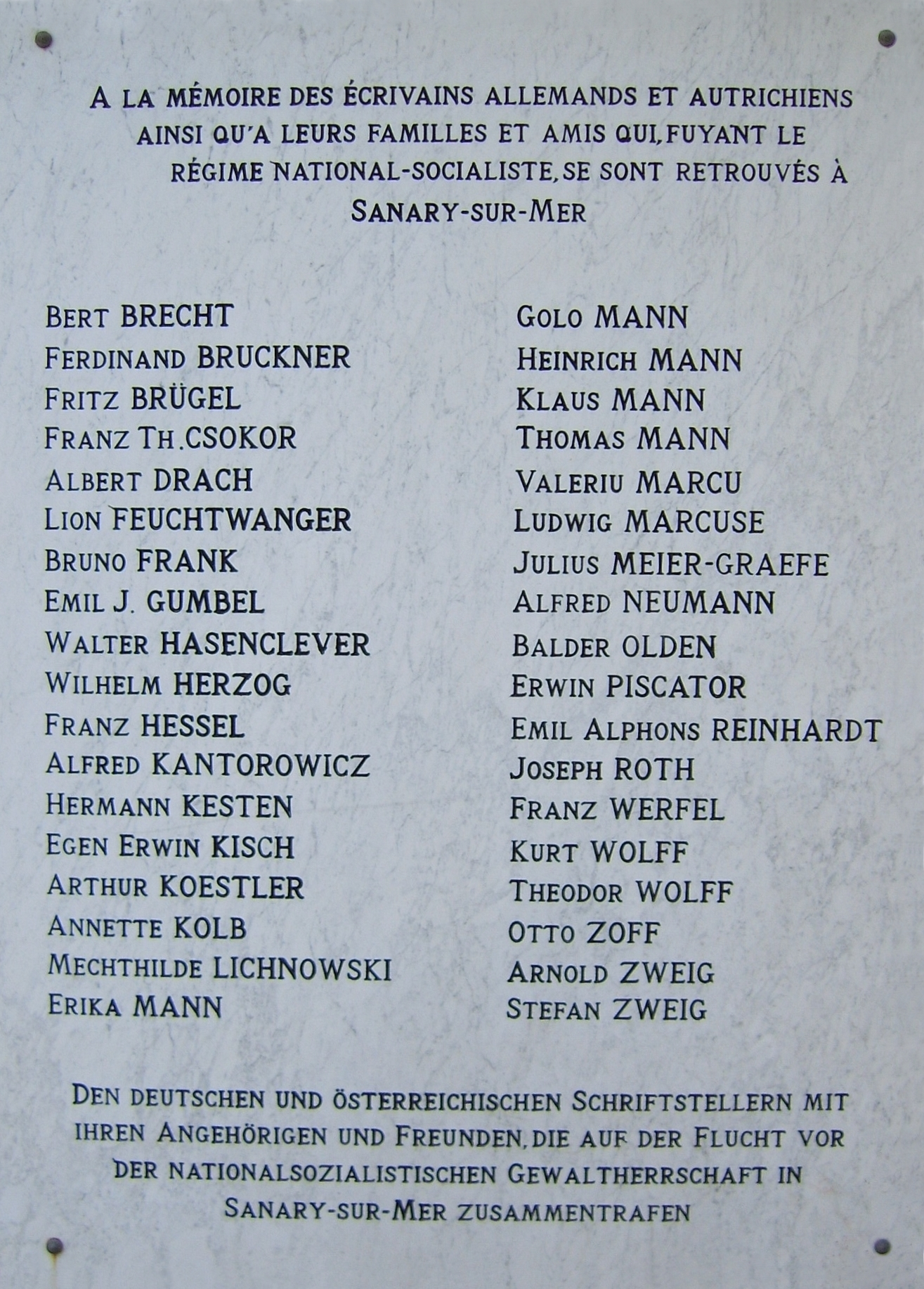
Gedenktafel für die deutschen und österreichischen Flüchtlinge in Sanary-sur-Mer, unter ihnen Alfred Kantorowicz

Zum ersten Jahrestag der Bücherverbrennung in Deutschland 1933, 10. Mai 1934, gründete Kantorowicz in Paris eine „Bibliothek der verbrannten Bücher“ (Deutsche Freiheitsbibliothek), die von Alfred Kerr und Egon Erwin Kisch eröffnet wurde. Die Festrede hielt Heinrich Mann, weiterhin waren anwesend z. B. Maximilian Scheer, Rudolf Leonhard und Hellmuth von Gerlach. Was in Deutschland verboten und verbrannt war, wurde in aller Welt gesammelt, bereits am Eröffnungstag zählte die Freiheitsbibliothek über 11.000 Bände. Kantorowicz schrieb im Vorwort zur Anthologie Verboten und verbrannt (1947) zur Bücherverbrennung:

„Das war kein ‚spontaner Akt’ einer unvernünftigen Menge gewesen, sondern eine wohlüberlegte und sorgfältig organisierte Veranstaltung nationalsozialistischer Staatsraison. Wie die Reichstagsbrandstiftung am 28. Februar 1933 das Fanal des Terrors gegen alle Antifaschisten, der Judenboykott vom 1. April 1933 der Auftakt der Pogrome, die Auflösung und Ausraubung der Gewerkschaften am 2. Mai 1933 die Proklamierung der sozialen Unterdrückung gewesen waren, so waren die Autodafés vom 10. Mai der sichtbare Beginn der amtlich verfügten und mit terroristischen Mitteln durchgeführten Entgeistigung und Barbarisierung Deutschlands.“

Die Deutsche Freiheitsbibliothek wurde nach dem Einmarsch der deutschen Truppen in Paris zerstört.
Schon die allererste Zeit dieses Pariser Exils war von Reibereien mit der KPD-Führung geprägt, und Kantorowicz war nicht der Einzige, der in dieser Zeit an Absprung dachte. Er war mit Heinrich Mann befreundet und wurde deshalb von der Partei beauftragt, diesen dafür zu gewinnen, einer Exilregierung als Präsident vorzustehen. Er kolportiert Manns Kommentar zu Walter Ulbricht: „Sehen Sie, ich kann mich nicht mit einem Mann an einen Tisch setzen, der plötzlich behauptet, der Tisch, an dem wir sitzen, sei kein Tisch, sondern ein Ententeich, und der mich zwingen will, dem zuzustimmen.“
Der Ausbruch des Spanischen Bürgerkrieges ließ jedoch alle „internen“ Gegensätze unwichtig erscheinen und Kantorowicz schloss sich den Internationalen Brigaden an. In diesen Truppenteilen kämpften während des Krieges etwa fünftausend Deutsche und zwanzigtausend weitere Freiwillige, hauptsächlich aus Europa und den USA, auf republikanischer Seite. Im Tschapajew-Bataillon arbeitete Kantorowicz als Informationsoffizier, daneben schrieb er Beiträge für die Zeitung Le Volontaire de la Liberté der Interbrigaden. Seine Erlebnisse in diesem Krieg hat er im Spanischen Kriegstagebuch geschildert.
Kantorowicz kehrte 1938 zunächst nach Paris zurück. Frieda Ebenhoech sorgte teilweise für den Lebensunterhalt der beiden, indem sie als Schreibkraft tätig war, während er hoffte, wieder zum Schreiben zu kommen. Wie andere Exilierte wurde Kantorowicz durch Vermittlung von Thomas Mann vom Schriftstellerverband der USA unterstützt. Außerdem zeigte sich Ernest Hemingway äußerst großzügig.

#### Flucht aus Frankreich und neues Exil
Kantorowicz und Frieda Ebenhoech erlebten den Beginn des Zweiten Weltkriegs in Bormes-les-Mimosas an der französischen Mittelmeerküste, ca. 40 km östlich von Toulon. Am 17. September 1939 erfolgte die erste Einlieferung ins Lager Les Milles als Folge der Kriegserklärung Frankreichs an Deutschland, wenige Tage später wurde er jedoch bereits wieder entlassen. Nach dem Einmarsch der deutschen Wehrmacht in Frankreich erfolgte am 20. Mai 1940 eine zweite Einlieferung ins Lager Les Milles. Auch alle Frauen der Emigration, unter ihnen Frieda Ebenhoech, wurden ins Lager Gurs abtransportiert und dort interniert. Nach der Auflösung des Lagers und einer längeren Irrfahrt der Gefangenen im „Gespensterzug“ durch Südfrankreich flüchtete er Ende Juni 1940 nach Marseille und gelangte von dort aus wieder zurück an seinen Ausgangsort Bormes. Im Oktober 1940 befand er sich wieder in Marseille, da er ein mexikanisches Einreisevisum für sich und seine Frau erhalten hatte. Am 23. November 1940 erfolgte die Trauung vor dem Standesbeamten in Marseille mit Frieda Ebenhoech und am nächsten Tag die erneute Verhaftung. Bei seiner polizeilichen Anmeldung in Marseille als notwendiger Voraussetzung der Eheschließung fanden die französischen Behörden heraus, dass sein Name auf einer Liste stand als ein aus dem Internierungslager entwichener und von den deutschen Behörden gesuchter politischer Flüchtling. Durch Intervention seiner Frau und französischer Freunde bei den Behörden wurde er am 16. Dezember 1940 erneut entlassen und begab sich nach Sanary-sur-Mer in das leerstehende Haus von Lion Feuchtwanger. Am 23. Februar 1941 reiste das Paar wieder nach Marseille. Von dort aus gelang ihnen an Bord des vom Emergency Rescue Committee angeheuerten Frachters Capitaine Paul Lemerle 1941 die Ausreise über die USA nach Mexiko. An Bord befand sich auch Anna Seghers mit Mann und den beiden Kindern.
Alfred Kantorowicz blieb in New York, weil ein neues Gesetz allen Deutschen verbot, ohne besondere Erlaubnis des State Department das Land zu verlassen. Er fand eine Stelle beim Rundfunksender CBS. Seine Aufgabe war das Abhören und Auswerten der sogenannten Feindsender.

### In der DDR
Nach Kriegsende kehrten er und seine Frau Ende 1946 nach Deutschland zurück, in die sowjetische Besatzungszone, wo sich das Paar zwar trennte, aber weiter zusammenarbeitete. 1947 trat er auch in die SED ein.

#### Ost und West
Schon im Juli 1947 erschien die erste Nummer von Ost und West, einer literarischen Zeitschrift, die Kantorowicz unter redaktioneller Mitarbeit von Friedel herausgab und in der er sich gemeinsam mit dem Chefredakteur Maximilian Scheer um Vermittlung der beiden Lager bemühte. In den Inhaltsverzeichnissen erscheinen Autoren aus allen Lagern. Neben der Vermittlung zwischen den Nachkriegslagern ging es ihm auch darum, die Deutschen mit Gedankenwelten bekannt zu machen, die ihnen durch die zwölf Jahre der Diktatur verschlossen geblieben waren. 30 Nummern lang konnte sich dieses idealistische Projekt halten, dann wurde es auf Druck der Parteioberen im Dezember 1949 eingestellt. 1950 erhielt Kantorowicz den Lehrstuhl für Neuere Deutsche Literatur an der Humboldt-Universität. Später wurde er Direktor des Germanistischen Instituts, wo Hermann Kant zeitweise sein Assistent war, und Fachrichtungsleiter für Germanistik sowie Leiter des Heinrich-Mann-Archivs bei der Deutschen Akademie der Künste.
Er ging eine Ehe mit Seka von Achenbach ein, die jedoch nicht lange währte.
Eine Zeit lebte er in einer Art „inneren Emigration“ in der DDR, doch mit dem Aufstand vom 17. Juni 1953 begann sich der Konformitätsdruck zu erhöhen, eine Entwicklung, die mit dem Einmarsch sowjetischer Truppen in Ungarn im November 1956 noch zunahm. Zudem hatte es in vielen Warschauer-Pakt-Staaten Schauprozesse gegeben, und viele Anzeichen sprachen dafür, dass die SED in Ostdeutschland Ähnliches plante, vorzugsweise gegen Emigranten, die die Kriegsjahre im Westen verbracht hatten. Kantorowicz erhielt Hinweise, dass auch er als Opfer ausersehen war. und flüchtete im August 1957 in den Westen Berlins.
Kantorowiczs zurückgelassene Bibliothek umfasste etwa 3.500 Bände, darunter auch 44 Bücher aus seinem Sommerhaus in Bansin. Sie wurden noch 1957 enteignet und an die Deutsche Staatsbibliothek übergeben. Bis 2010 lagerte der Bestand unbearbeitet in 62 Kisten. Schließlich wurde er von der Abteilung Historische Drucke der Staatsbibliothek zu Berlin erschlossen und öffentlich zugänglich gemacht.

### Leben im Westen
Im Westen angekommen, waren seine Probleme nicht zu Ende. Er konnte publizieren und wurde interviewt, auch Akklamationen wurden ihm nicht abverlangt. Allerdings musste er in einem neunjährigen Prozess bis zum Bundesverwaltungsgericht gehen, um einen Flüchtlingsausweis und die damit verbundenen Rentenansprüche zuerkannt zu bekommen. Man warf ihm vor, in der DDR privilegiert gewesen zu sein und immer noch dem Kommunismus nahezustehen. Bis zu seinem Lebensende hat sich Kantorowicz strikt geweigert, sich von der Linken loszusagen.

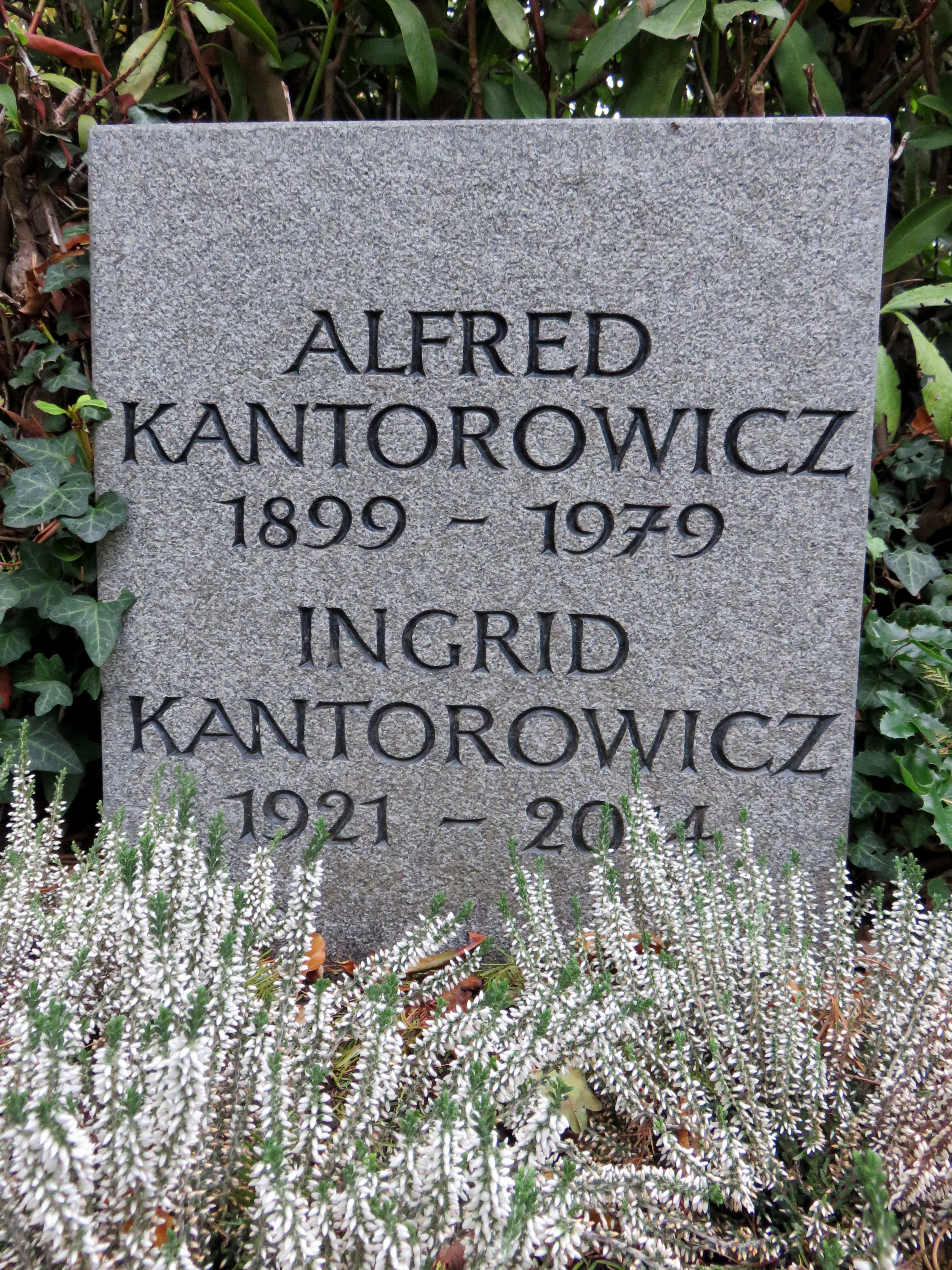
Grab Alfred Kantorowicz auf dem Friedhof Ohlsdorf

Rezensenten seiner Bücher wiederholen während der 1960er-Jahre häufig die Frage, „warum der Groschen bei ihm erst so spät fiel“, eine Frage, die Ludwig Marcuse in seiner Rezension des Deutschen Tagebuches 1959 zuerst stellte.  Kantorowicz hatte das DDR-Regime zwar früh erkannt, sich aber nie überwinden können, etwas zu äußern, was nur im Entferntesten nach Verrat aussah – weder an einer Sache noch an Personen. Es war ihm auch sehr wichtig, sich nie namentlich über Beteiligte zu äußern, wenn diese etwa noch in der DDR lebten, um ihnen nicht zu schaden.
1965 schloss Kantorowicz seine dritte Ehe mit der Professorin für Modedesign Ingrid Kantorowicz, geb. Schneider.
1969, im Jahr seines 70. Geburtstages, erhielt Kantorowicz den Thomas-Dehler-Preis des Bundesministeriums für gesamtdeutsche Fragen. Diese Preisverleihung war der Beginn einer späten Rehabilitierung. Bis zu seinem Tod veröffentlichte Kantorowicz zahlreiche Bücher. 1999 wurde er mit einer Ausstellung der Staats- und Universitätsbibliothek Hamburg anlässlich seines 100. Geburtstages gewürdigt. Dort lagern auch sein literarischer Nachlass und seine Fotosammlung aus dem Spanischen Bürgerkrieg.
Alfred Kantorowiczs Grabstätte befindet sich auf dem Ohlsdorfer Friedhof in Hamburg im Planquadrat H 8 nördlich der Bergstraße.

## Literarische Darstellung
Kantorowicz ist eine Figur in Robert Cohens Roman Exil der frechen Frauen.

## Werke

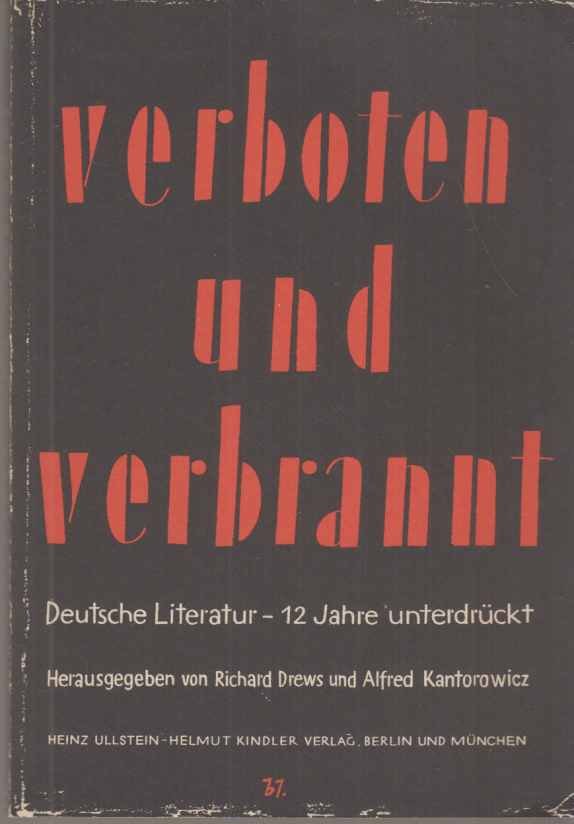
Richard Drews und Alfred Kantorowicz (Hrsg.): verboten und verbrannt. Deutsche Literatur – 12 Jahre unterdrückt. Heinz Ullstein – Helmut Kindler Verlag, Berlin und München 1947

- 1951: Schauspiel: Die Verbündeten UA. Deutsches Theater Berlin – Kammerspiele (Regie: Wolfgang Heinz)[31]
- mit Richard Drews: Verboten und verbrannt. Deutsche Literatur 12 Jahre unterdrückt. Ullstein / Kindler, Berlin / München 1947, S. 143 (Neuausgabe als Taschenbuch bei Kindler 1983, ISBN 3-463-00860-2, mit einem Vorwort von Helmut Kindler und Nachwort von Walter Jens).
- Porträts. Deutsche Schicksale. Chronos-Verlag GmbH, Berlin 1947.
- Suchende Jugend. Briefwechsel mit jungen Leuten, eingeleitet durch einen Brief von Thomas Mann. Alfred Kantorowicz Verlag, Berlin 1949.
- Politik und Literatur im Exil. Deutschsprachige Schriftsteller im Kampf gegen den Nationalsozialismus. Christians, Hamburg 1978, ISBN 3-7672-0546-7.
- Ursula Büttner, Angelika Voß (Hrsg.): Nachtbücher. Aufzeichnungen im französischen Exil. 1935 bis 1939. Christians Verlag, Hamburg 1995, ISBN 3-7672-1247-1.
- Spanisches Kriegstagebuch. Mit einem neuen Vorwort des Verfassers und einem Anhang bisher unveröffentlichter Dokumente und Briefe. Fischer, Frankfurt am Main 1986, ISBN 3-596-25175-3 (Bibliothek der verbrannten Bücher als «Fischer Taschenbuch Nummer 5175», Lizenzausgabe des Konkret-Literaturverlags, Hamburg).
- Tschapaiew, das Bataillon der 21 [einundzwanzig] Nationen. Imprenta Colectiva Torrent, Madrid 1938.
- Barbara Baerns (Hrsg.): Ost und West. Beiträge zu kulturellen und politischen Fragen der Zeit. Athenaeum, Bodenheim 1985, ISBN 3-7610-9400-0 (Nachdruck in fünf Bänden).
- Deutsches Tagebuch. Teil 1 und 2, 1959 und 1961. Kindler Verlag, München (Reprint Hrsg. Andreas W. Mytze: Verlag Klaus Guhl, Berlin 1978/1979 und Verlag europäische Ideen, Berlin 1980, ISBN 3-921572-51-7, ISBN 3-921572-56-8).
- Etwas ist ausgeblieben. Zur geistigen Einheit der deutschen Literatur nach 1945. Christians Verlag 1985. ISBN 3-7672-0873-3